# THE WORLD 〜X JAPAN 初の全世界ベスト〜
『THE WORLD 〜X JAPAN 初の全世界ベスト〜』（ザ・ワールド エックスジャパン はつのぜんせかいベスト）は、日本のロックバンド・X JAPANのベスト・アルバム。2014年6月17日にワーナー・ミュージックジャパンよりリリースされた。

## 概要
- 2CDの通常盤、2CD+1DVD+全60Pフォトブックの初回限定豪華BOX盤の2形態で発売された。また、本作の発売に先駆け、5月21日からiTunesにて、ソニー在籍時代のスタジオ音源と「Ametyst」を除いた7曲が世界111カ国で配信された[2]。CD版が既に発売された現在、配信はされていない。
- 初回限定盤のDVDには、2009～2011年のワールド・ツアーのライブ映像をもとにしたトレイラー映像を収録。
- マスタリングエンジニアはスティーブン・マーカソン。「JADE」のマスタリングをした時に、4人のエンジニアに同時に行ってもらい、その中からYOSHIKI自身が選んだエンジニアに、本作のマスタリングを頼んだという[3]。
- HIDEの死後に作曲され、ライブでは披露されていた「Without You」が初CD化された[注 1]。

## チャート成績
初週で3.9万枚を売り上げ、オリコン週間チャート（6月30日付）では2位を記録。彼らの作品がシングル・アルバムを通してオリコンTOP3入りを果たしたのは、1997年リリースの『BALLAD COLLECTION』以来、およそ16年半ぶりとなった。

## 収録曲
| #         | タイトル                                              | 作詞・作曲 | 時間  |
| --------- | ----------------------------------------------------- | ---------- | ----- |
| 1.        | 「Silent Jealousy」                                   | YOSHIKI    | 7:19  |
| 2.        | 「Rusty Nail」                                        | YOSHIKI    | 5:28  |
| 3.        | 「SCARS」                                             | HIDE       | 5:08  |
| 4.        | 「ENDLESS RAIN」                                      | YOSHIKI    | 6:36  |
| 5.        | 「WEEK END」(NEW ARRANGE VERSION)                     | YOSHIKI    | 5:45  |
| 6.        | 「紅」                                                | YOSHIKI    | 6:19  |
| 7.        | 「Forever Love」                                      | YOSHIKI    | 8:37  |
| 8.        | 「DAHLIA」                                            | YOSHIKI    | 7:57  |
| 9.        | 「Amethyst」( THE LAST LIVE～最後の夜～ LIVE VERSION) | YOSHIKI    | 6:20  |
| 10.       | 「X」( THE LAST LIVE～最後の夜～ LIVE VERSION)        | YOSHIKI    | 10:08 |
| 11.       | 「Without You」(LIVE VERSION)                         | YOSHIKI    | 8:33  |
| 合計時間: | 合計時間:                                             | 合計時間:  | 78:10 |

| #         | タイトル        | 作詞・作曲 | 時間  |
| --------- | --------------- | ---------- | ----- |
| 1.        | 「ART OF LIFE」 | YOSHIKI    | 29:00 |
| 合計時間: | 合計時間:       | 合計時間:  | 29:00 |

## DVD（初回限定豪華BOX盤のみ）
| #  | タイトル                                                           | 作詞 | 作曲・編曲 |
| -- | ------------------------------------------------------------------ | ---- | ---------- |
| 1. | 「Exclusive Trailer of X JAPAN World Tour Live 2009, 2010 & 2011」 |      |            |

## 楽曲解説

### Disc 1
1. Silent Jealousy
2. Rusty Nail
3. SCARS
4. ENDLESS RAIN
5. WEEK END
NEW ARRANGE VERSIONで収録。
6. 紅
7. Forever Love
8. DAHLIA
シングルと同様に、1番のBメロにノイズが入っていない。
9. Amethyst THE LAST LIVE～最後の夜～ LIVE VERSION
曲の終わり方が、『The Last Live』とは異なる編集がされている。
10. X THE LAST LIVE～最後の夜～ LIVE VERSION
11. Without You (LIVE VERSION)